# Николаенко, Юрий Андреевич
Ю́рий Андре́евич Никола́енко (род. 17 мая 1989, Норильск, РСФСР, СССР), также известен под сценическим псевдонимом NЮ (стилизовано как Эн-Ю) и VESNA305 — российский музыкант и актёр.

## Биография
Родился 17 мая 1989 года в Норильске. С раннего возраста обучался в музыкальной школе, где научился петь, играть на пианино, овладев нотной грамотой.
После окончания 9 классов Николаенко поступил в колледж, планируя в дальнейшем продолжить обучение в Новосибирской консерватории, однако из-за сложных отношений с педагогами эти его планы не были реализованы. Переехал в Санкт-Петербург, где ему удалось поступить на актёрский факультет Института сценических искусств (актёро-режиссёрский курс С. Я. Спивака). В 2013 году окончил его. Уже в студенческие годы начал сниматься в кино — сперва в эпизодах, затем ролях второго плана — преимущественно в криминальных телесериалах. Помимо кино, играл в различных театрах, в том числе в «Этюд театре».
С 2019 года стал плотно заниматься музыкальной деятельностью. Наиболее известным хитом Николаенко стала песня «Веснушки».

## Дискография

#### NЮ
- 2019 — Live Album
- 2020 — Больше не полетаем
- 2021 — Безумный
- 2022 — Жизнь Д
- 2024 — Трибьют. Арбенина
- 2024 — Трибьют. Арбенина (Deluxe)
- 2025 — Когда мы были львами[4]

#### VESNA305
- 2023 — Помада

## Фильмография
- 2008 — Литейный-4 — Олег/Малец
- 2010 — Служу Отечеству! — Лёха
- 2010 — Чёрный город — Друг Гоши
- 2010 — Прощай «макаров»! — Кот
- 2010 — Дорожный патруль-4 — Макс
- 2011 — ППС — Гена
- 2011 — С любовью из ада — Должник
- 2011 — Вторая любовь — восемнадцатилетний Игорь
- 2012 — Чужой район-2 — Муштаков, футболист
- 2012 — Поверь, всё будет хорошо… — Алексей
- 2012/2013 — Бездна — Виталий Паршин, байкер
- 2013 — Дознаватель-2 — Витя, сын Русакова
- 2013 — Майор полиции — Митюков, хоккеист
- 2013—2019 — Молодёжка — Стас Зуев
- 2014 — Раскалённый периметр — Игорь
- 2014 — Последний день — участие
- 2014—2016 — Такая работа — Вадим Марченко
- 2014 — Лучшие враги — Толик
- 2015 — Рая знает — Вячеслав, студент
- 2015 — Любовь говорит — Виктор
- 2015 — Инспектор Купер-2 — Артём Фролов
- 2015—2023 — Великая — Голштинец
- 2016 — Притворщики — Сергей, полицейский
- 2016 — Последняя статья журналиста — Матвей, сын Елизарова
- 2016—2023 — Ольга — официант
- 2017—2018 — Улица — Соколов
- 2018 — Кровь — Валера Ромеев
- 2018 — Презумпция невиновности — Гена
- 2019 — Женщина — участие
- 2019 — Вирус — Костя Богатырёв
- 2019 — Большой артист — участие
- 2019 — Герой по вызову — Артур Каратаев
- 2019 — Фальшивый флаг — участие
- 2021 — Клиника счастья — Артём Ножкин

## Рецензии
- В 2020 году у NЮ выходит альбом «Больше не полетаем», который вскоре был рецензирован Алексеем Мажаевым на сайте InterMedia. Альбому была поставлена оценка 7,5 из 10[5].
- В 2021 году у NЮ выходит альбом «Безумный», который стал рецензирован Алексеем Мажаевым на сайте InterMedia. Альбому была поставлена оценка 7,5 из 10[6].
- В 2022 году у NЮ выходит альбом «Жизнь д», который в итоге стал рецензирован Алексеем Мажаевым на сайте InterMedia. Альбому была поставлена оценка 6 из 10[7].
- В 2022 году у NЮ выходит песня «18», которая была рецензирована Алексеем Мажаевым на сайте InterMedia. Треку была поставлена оценка 9 из 10[8].
- В 2022 году у NЮ выходи трек «Некуда бежать», который был рецензирован Алексеем Мажаевым на сайте InterMedia. Треку была поставлена оценка 8 из 10[9].
- В 2023 году под псевдонимом Николай Монро выпускает мини-альбом «Золотые хиты», который стал рецензирован Алексем Мажаевым на сайте InterMedia. Альбому была поставлена оценка 6 из 10[10].
- В 2023 году у NЮ выходит трек «Вороны». Сама песня стала рецензированной Алексеем Мажаевым на сайте InterMedia. Песне была поставлена оценка 8 из 10[11].
- В 2023 году у NЮ выходит трек на одноимённый клип «Улыбашка», который вскоре был рецензирован Алексеем Мажаевым на сайте InterMedia, которому была поставила оценка 8 из 10[12].
- В 2023 году у NЮ выходит песня «Дура», которая также была рецензирована Алексеем Мажаевым на сайте InterMedia, которой была поставлена оценка 8 из 10[13].
- В 2023 году у NЮ выходит песня «Я тебя обидел», которая была рецензирована Алексеем Мажаевым на сайта InterMedia, которой была поставлена оценка 8 из 10[14].
- В 2024 году у NЮ выходит песня «Забери», которая также была рецензирована Алексеем Мажаевым на сайте InterMedia, которой была поставлена оценка 8 из 10[15].
- В 2024 году от NЮ и его нового проекта Николай Монро выходит сингл «Ангина», который в итоге был тоже рецензирован Алексеем Мажаевым на сайте InterMedia. Ему была поставлен оценка 8 из 10[16].
- В 2024 году у NЮ выходит песня «Отпустил». Она была рецензирована Алексеем Мажаевым на сайте InterMedia, которой была поставлена оценка 8 из 10[17].
- В 2025 году у NЮ и певицы Асии выходит сингл «Помнишь», который стал рецензирован Алексеем Мажаевым на сайте InterMedia. Песне была поставлена оценка 9 из 10[18]. Также вышла рецензия на сам клип на одноимённую данную песню, которой была поставлена оценка 8 из 10[19].
- В 2025 году у NЮ выходит песня «Не получается», которая была рецензирована Алексеем Мажаевым на сайте InterMedia. Песне была поставлена оценка 7 из 10[20].
- В 2025 году у его проекта VESNA305 выходит дуэтный сингл с Настасьей Самбурской «Глупые люди», который был рецензирован Алексеем Мажаевым на сайте InterMedia. Ему была поставлена оценка 7 из 10[21].
- В 2025 году у NЮ выходит сингл «Жить жизнь», который был рецензирован Алексеем Мажаевым на сайте InterMedia, которому была поставлена оценка 7 из 10[22].

## Чарты и рейтинги
- В 2023 году музыкальный стриминговый сервис «Звук» подвёл итоги лета и выявил самых прослушиваемых музыкальных исполнителей и их альбомы. NЮ расположился на третьем месте[23].
- В 2023 году музыкальный стриминговый сервис «Звук» назвал самых популярных артистов, песни и жанры уходящего года. NЮ попал на пятую строчку из пяти мест самых популярных артистов года[24].
- В 2023 году NЮ получил премию канала Music Box Russia в номинации «Певец года» и в номинации «Клип года» на песню «Я тебя обидел»[25].
- В 2022 году по мнению Яндекс Музыки, NЮ с треком «18» стал популярным релизом лета, а также самым прослушиваемым на стриминговом сервисе[26].